# Bernard Perlin
Bernard Perlin (Richmond, 21 novembre 1918 – Ridgefield, 14 gennaio 2014) è stato un pittore statunitense.

## Biografia

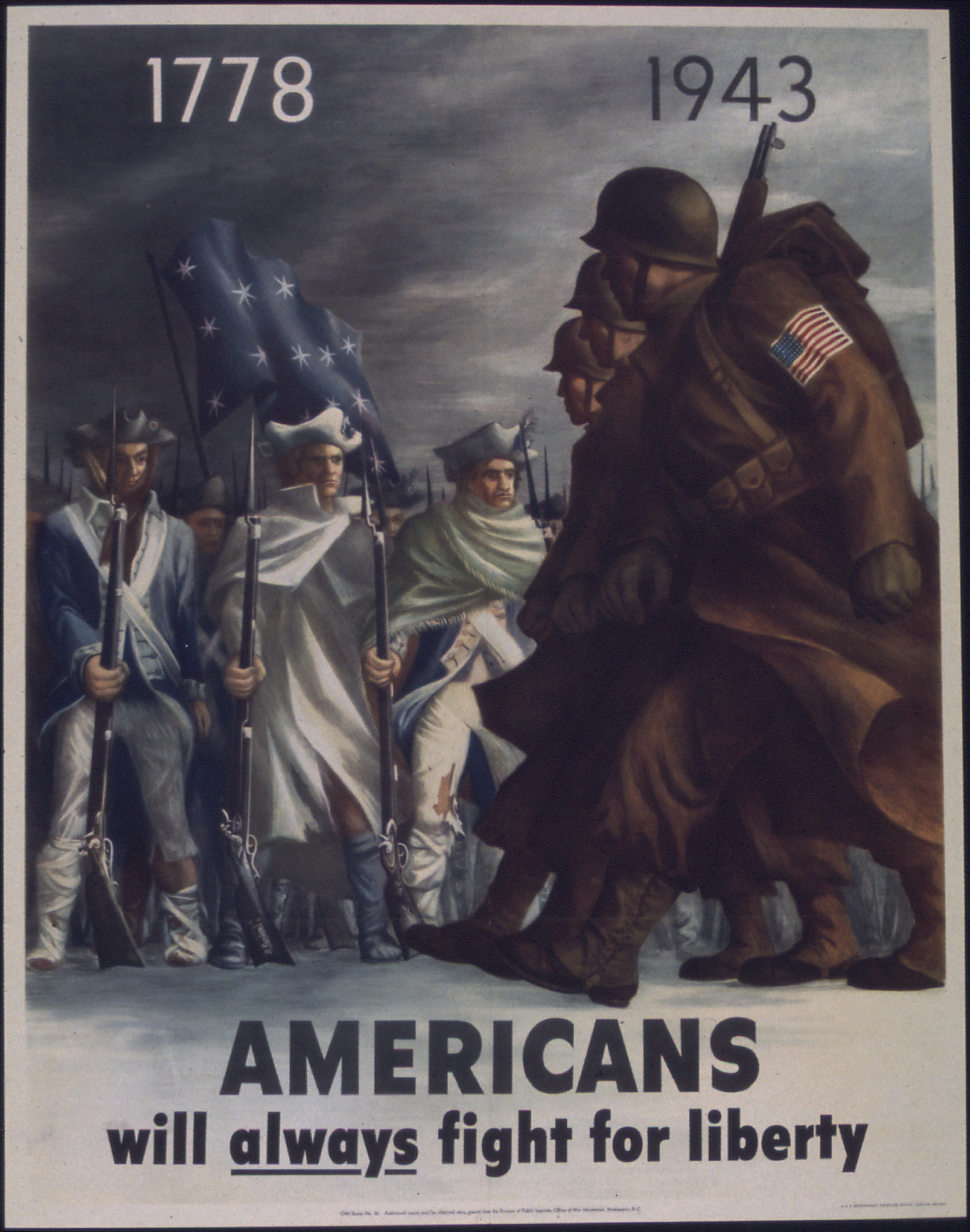
Americans Will Always Fight For Liberty (1943)

Bernard Perlin nacque a Richmond nel 1918, figlio degli immigrati ebrei russi Davis e Anna Schireff Perlin. Dopo la fine delle superiori studiò alla New York School of Design dal 1934 al 1936, poi alla National Academy of Design nel 1937 e all'Art Students League of New York dal 1938 al 1940. A causa della sua omosessualità Perlin fu rifiutato alla leva e non combatté durante la seconda guerra mondiale; tuttavia fu assunto dallo United States Office of War Information nel 1942 e trascorse alcuni mesi disegnando propaganda bellica. Particolarmente noti sono i suoi poster "Let Em Have It" e "Americans Will Always Fight for Liberty", entrambi disegnati nel 1943. Dopo la chiusura del progetto nel 1943, Perlin lavorò come artista corrispondente dall'Europa per Life (1943-1944) e Fortune (1945).
Dopo la guerra, Perlin iniziò a concentrarsi sul realismo magico e nel 1950 il suo dipinto Orthodox Boys (1948) fu comprato dalla Tate, rendendo quindi Perlin il primo artista americano del dopoguerra una cui opera fu acquistata dal museo londinese. Nel 1954 e nel 1959 ricevette la Guggenheim Fellowship. Successivamente si trasferì in Italia, dove visse per sei anni. Di ritorno a New York, Perlin si stancò presto della scena artistica newyorchese e si trasferì a Ridgefield. Dopo alcuni anni di pausa, nel 2012 tornò a dipingere e l'anno dopo la Maiden Gallery ospitò una retrospettiva delle sue opere. 
Nel 2009 sposò Edward Newell, il suo compagno di cinquantaquattro anni. Morì all'età di 95 anni nel 2014.